# Gayam (Mojoroto)
Gayam is een bestuurslaag in het regentschap Kediri van de provincie Oost-Java, Indonesië. Gayam telt 3639 inwoners (volkstelling 2010).